# Carso Merlot
Il Carso Merlot è un vino DOC la cui produzione è consentita nelle province di Gorizia e Trieste.

## Caratteristiche organolettiche
- colore: rubino, abbastanza intenso
- odore: caratteristico, gradevole
- sapore: asciutto, rotondo, erbaceo, armonico

## Produzione
Provincia, stagione, volume in ettolitri
- nessun dato disponibile